# كفتون
كفتون هي قرية لبنانية من قرى قضاء الكورة في محافظة الشمال.